# Episodi di Due fantagenitori (settima stagione)
La settima stagione di Due fantagenitori è composta da 20 episodi andati in onda per la prima volta dal 6 luglio 2009 al 5 agosto 2012 negli USA. Questa stagione segna il debutto di Foop, la controparte di Poof.
In Italia è stata trasmessa dal 2011 al 2012 su Nickelodeon.
| nº | Titolo originale              | Titolo italiano                    | Prima TV USA      | Prima TV Italia |
| -- | ----------------------------- | ---------------------------------- | ----------------- | --------------- |
| 1  | Anti-Poof                     | L'Anti-Poof                        | 10 luglio 2009    |                 |
| 2  | Add-a-Dad                     | Basta un papà                      | 13 agosto 2009    |                 |
| 2  | Squirrely Puffs               | Il rito di passaggio               | 11 agosto 2009    |                 |
| 3  | Micecapades                   | Niente TV per Poof                 | 8 luglio 2009     |                 |
| 3  | Formula For Disaster          | Formula disastri                   | 7 luglio 2009     |                 |
| 4  | Bad Heir Day                  | L'erede sbagliato                  | 6 luglio 2009     |                 |
| 4  | Freaks & Greeks               | La festa greca                     | 30 settembre 2009 |                 |
| 5  | Fly Boy                       | Il ragazzo moscone                 | 14 agosto 2009    |                 |
| 5  | Temporary Fairy               | Fata temporanea                    | 29 settembre 2009 |                 |
| 6  | Crocker Shocker               | Crocker l'incredulo                | 28 settembre 2009 |                 |
| 6  | Super Zero                    | Cosmo supereroe                    | 1º ottobre 2009   |                 |
| 7  | Dadbra-Cadabra                | Babbo-cadabra                      | 2 ottobre 2009    |                 |
| 7  | Timmy Turnip                  | Timmy e le rape                    | 10 agosto 2009    |                 |
| 8  | One Man Banned                | Quel talento di Timmy              | 16 agosto 2009    |                 |
| 8  | Frenemy Mine                  | Ossessivamente mio                 | 16 agosto 2009    |                 |
| 9  | Chicken Poof                  | Poof e la pollite                  | 9 aprile 2010     |                 |
| 9  | Stupid Cupid                  | Stupido Cupido                     | 6 febbraio 2010   |                 |
| 10 | Double-Oh Schnozmo!           | Un fratello speciale               | 11 settembre 2010 |                 |
| 10 | Planet Poof                   | Pianeta Poof                       | 5 aprile 2010     |                 |
| 11 | The Boss Of Me                | La matita perfetta                 | 11 settembre 2010 |                 |
| 11 | He Poofs He Scores            | Con Poof si vince                  | 6 aprile 2010     |                 |
| 12 | Playdate of Doom              | Giochi pericolosi                  | 7 aprile 2010     |                 |
| 12 | Teacher's Pet                 | Il cocco dell'insegnante           | 8 aprile 2010     |                 |
| 13 | Manic Mom-Day                 | Il folle giorno della mamma        | 6 febbraio 2010   | 13 maggio 2012  |
| 13 | Crocker of Gold               | Crocker e l'oro                    | 18 settembre 2010 |                 |
| 14 | Beach Blanket Bozos           | Gara all'ultima... onda            | 15 agosto 2011    |                 |
| 14 | Poltergeeks                   | Caccia ai fantasmi                 | 15 agosto 2011    |                 |
| 15 | Old Man and the C-            | Papà torna a scuola                | 14 luglio 2011    |                 |
| 15 | Balance of Flour              | La ricetta segreta                 | 14 luglio 2011    |                 |
| 16 | Food Fight                    | Sfida di cucina                    | 12 luglio 2011    |                 |
| 16 | Please Don't Feed The Turners | Vietato dare da mangiare ai Turner | 12 luglio 2011    |                 |
| 17 | Take and Fake                 | La festa di Trixie                 | 18 settembre 2010 |                 |
| 17 | Cosmo Rules                   | Le regole di Cosmo                 | 11 luglio 2011    |                 |
| 18 | Lights Out                    | Spegnete la luce                   | 13 luglio 2011    |                 |
| 18 | Dad Overboard                 | Papà fuori... bordo                | 13 luglio 2011    |                 |
| 19 | Farm Pit                      | Fattoria in scatola                | 5 agosto 2012     |                 |
| 19 | Crock Talk                    | La parola a Crocker                | 11 luglio 2011    |                 |
| 20 | Spellementary School          | Le Fanta elementari                | 26 febbraio 2011  |                 |
| 20 | Operation Dinkleberg          | Operazione Dinkleberg              | 26 febbraio 2011  |                 |

## L'Anti-Poof
Dal momento che ogni fata ha anche una propria controparte, ovvero l'antifata, è solo questione di tempo affinché nasca la controparte di Poof. È così che Anti-Wanda fa nascere Foop. Al momento della sua nascita, Foop è ben più intelligente e malvagio di suo padre, Anti-Cosmo. Foop così si ribella ai suoi genitori e trasforma l'anti-Fantamondo in un mondo colorato, dopodiché scopre che Poof è nato prima di lui e che gli ha rubato fama e gloria. Libero Foop ora cerca vendetta contro Poof e la sua famiglia.

## Basta un papà
Stanco di essere snobbato dal proprio padre, il quale è troppo occupato con il suo lavoro, Timmy desidera un esercito di copie di suo padre. Il desiderio però gli si ritorce contro quando tutti i papà vogliono stare con Timmy. Per risolvere il problema Timmy trasferisce i cloni di suo padre sul Pianeta dei Padri e regala dei Timmy gonfiabili per tutti.

## Il rito di passaggio
Il gruppo di scout guidato dal signor Turner, composto da Timmy, Chester, A.J. e Sanjay, deve raggiungere la cima del monte Doomsdale. Arrivati sul posto, il signor Turner viene sfidato da sua moglie, che anche lei guida un gruppo di scout, a quale dei due gruppi arriverà per primo sulla vetta del monte Doomsdale.

## Niente TV per Poof
Wanda proibisce a Poof di guardare Sleazy and Cheezy (parodia di Tom & Jerry) perché lo ritiene molto violento. Poof allora trasforma Timmy in un topo e Vicky in una gatta perché facciano la parte di Sleazy e Cheezy.

## Formula disastri
Wanda tenta disperatamente di far addormentare Poof. Intanto Timmy, per "festeggiare" le sue 5000 "F" a scuola, riceve come "premio" da Crocker un soggiorno nella sua accademia militare. L'insegnante però ha come unico scopo la cattura dei fantagenitori del ragazzo. Per avere l'autorizzazione dai genitori, Crocker decide di andare a casa di Timmy: tutto questo causerà guai.

## L'erede sbagliato
È il compleanno di Crocker e lui desidera avere un erede. Per un errore di Timmy, Poof rimbalza fuori dal passeggino e finisce a casa di Crocker, che lo considera il suo erede figlio e gli insegna a cacciare le fate.

## La festa greca
Timmy desidera essere a un vero toga party e finisce al monte Olimpo con divinità vere. Ma quando Timmy distrugge accidentalmente la loro casa, gli dèi greci trasferiscono il loro party a casa sua. Dovrà fermarli prima che venga scoperto dai suoi genitori.

## Il ragazzo moscone
In TV c'è un film intitolato Io sono stato un ragazzo moscone e tutti a Dimmsdale vogliono vederlo, tranne Timmy che deve fare da babysitter a Poof, perché Wanda non vuole che lo veda. Allora Timmy desidera essere una mosca per riuscire a vedere il film senza però essere visto dagli altri.

## Fata temporanea
Timmy è stanco che, per la sicurezza di Poof, Cosmo e Wanda non esaudiscano a pieno i suoi desideri pericolosi ed estremi. Così decide di assumere una fata temporanea, che sfortunatamente è Jorgen. Timmy sembra essere felice della sua nuova fata, finché Jorgen non diventa troppo ossessionato da questi desideri fino a renderli fin troppo pericolosi.

## Crocker l'incredulo
Uno psichiatra guarisce Crocker affermandogli che le fate non esistono. Timmy inizialmente ne è felice, ma Jorgen lo avvisa che l'energia del Fantamondo deriva proprio dal fatto che Crocker crede nelle fate. Allora, per far capire a Crocker che le fate esistono, Timmy lo porta nel Fantamondo e così Crocker ricomincia ad avere la sua ossessione per le fate.

## Cosmo supereroe
Cosmo, sentendosi inutile, decide di indossare un vestito da supereroe. Per un po' di tempo la gente di Dimmsdale lo adora visto che riesce a risolvere qualche problema, ma finisce per combinare solo guai alla città.

## Babbo-cadabra
A scuola c'è uno spettacolo e il padre di Timmy partecipa, ma finisce per mettere il figlio in imbarazzo. Timmy desidera quindi che il cilindro di suo padre diventi magico e così lo fa diventare famoso. Il signor Turner va in tour con Crocker, che è diventato suo agente solo per scoprire se è un fantagenitore. Il padre poi decide di fare un ultimo numero molto pericoloso senza il cilindro e Cosmo, per evitare che si faccia male, lo trasforma in un fantagenitore. Toccherà a Timmy far tornare le cose a posto.

## Timmy e le rape
I nonni materni di Timmy vengono a far visita a lui e ai genitori per una festività chiamata Ringrazia-Yak, che si festeggia nel loro Paese e che dura 6 giorni. A Timmy la cosa dà molto fastidio e desidera che i nonni non fossero mai sbarcati in America. Purtroppo così finisce in Ustinkystan, Paese da cui provengono i nonni, e, cosa peggiore, può esprimere solo desideri riguardanti le rape. Allora desidera una macchina del tempo fatta di rape per far sì che i nonni sbarchino in America.

## Quel talento di Timmy
Timmy si reca a un'audizione, ma fallisce per colpa del pessimo suono del suo triangolo. Il ragazzo desidera quindi che esso venga apprezzato da tutti. Così facendo diventa una star, ma finisce per montarsi la testa e comportarsi male con i suoi fantagenitori, i quali annullano il suo desiderio.

## Ossessivamente mio
Durante una parata, Vicky rischia di essere investita, ma Timmy la salva. Vicky allora si mostra affettuosa con lui considerandolo il suo migliore amico, ma si lega a lui fin troppo. Timmy cerca allora in tutti i modi di farla arrabbiare per far sì che ritorni come prima.

## Poof e la pollite
Poof prende una malattia chiamata pollite, che trasforma chi la prende in un pollo, e così il dottor Rip Studwell porta Wanda in una foresta pericolosa per prendere un fiore per un'infermiera. Intanto Poof scappa perché non vuole prendere la medicina. Purtroppo la malattia è molto contagiosa e Poof finisce con l'infettare buona parte della città. Nel frattempo Doug Dimmadome apre un ristorante con menu a base di pollo e cattura gli ex cittadini per cucinarli. Quando Wanda e il dottore arrivano, Poof prende la medicina e guarisce, facendo tornare tutte le persone infette come prima. Inoltre Timmy riesce a non far finire fritti i cittadini appena in tempo.

## Stupido Cupido
Dopo essere stato respinto ancora una volta da Trixie, Timmy cerca l'aiuto di Cupido, ma lui purtroppo sta per andare in vacanza. Timmy prende gli archi e le frecce ed affida a Cosmo il ruolo temporaneo di Cupido, così da poter far cadere Trixie ai suoi piedi. Purtroppo, Cosmo sbaglia tutti i bersagli facendo accoppiare le persone sbagliate. Alla fine Cupido sistema tutto, ma punisce Timmy, costringendolo a lavare i suoi pannolini.

## Un fratello speciale
Il fratello di Cosmo, Schnozmo, viene a visitarlo, sostenendo di essere un agente segreto, ma si rivela solo un truffatore, Wanda allora lo fa partecipare a una finta missione per far sì che Schnozmo riconquisti la stima di Cosmo.

## Pianeta Poof
Poof, sentendosi ignorato da tutti, sbarca per sbaglio in Yugopotamia, dove la regina lo incontra e decide di sfruttarlo per ricevere attenzione.

## La matita perfetta
Quando Timmy va al lavoro con suo padre, desidera una matita che duri per sempre in modo che il padre si classifichi il migliore. Il direttore della fabbrica, il signor Ed Leadly, lascia il suo posto a Timmy, ma con matite che durano per sempre la fabbrica finisce col chiudere. Timmy desidera allora che vengano i muscoli a chi scrive con le matite. La fabbrica riapre e Timmy viene licenziato.

## Con Poof si vince
Timmy fa parte della squadra di calcio locale, Le vittime di Dimmsdale, che sono allenate da suo padre, vuole battere il team di Dinkleberg, The Dinkle Ducks. Tuttavia, Timmy non è abbastanza bravo. Ma quando per sbaglio Poof entra nel suo cervello, Timmy diventa un vero campione. Nell'ultima partita Poof viene recuperato da Cosmo e Wanda, ma Timmy riesce a vincere lo stesso con una strategia tutta sua.

## Giochi pericolosi
Foop esce di prigione e fa visita a Poof. Per farlo entrare in un box interdimensionale, comincia a fare degli scherzi. Cosmo e Wanda pensano che sia Poof, gli tolgono le stelline e vogliono chiuderlo nel box. Timmy interviene prima che accada ed è Foop a finirvi dentro.
- Nota: un episodio con lo stesso titolo appartiene alla seconda stagione.

## Il cocco dell'insegnante
Timmy desidera essere il cocco dell'insegnante, ma per errore Poof lo trasforma in un porcellino d'India e Crocker lo usa come cavia per la sua macchina genetica che combina vari tipi di animale per permettergli di catturare le fate.

## Il folle giorno della mamma
Per una scommessa, Wanda scambia per un giorno il cervello di Timmy con quello di sua madre per fargli capire che la vita di una madre non è facile.

## Crocker e l'oro
In uno dei suoi tentativi di catturare le fate, il signor Crocker rischia la vita. Decide così di dimenticare le fate e di cacciare al loro posto i folletti. Ma quando Cosmo travestito da folletto gli dà la pentola d'oro del clan folletto McRough, Wanda e Poof vengono presi in ostaggio. Saranno Timmy e Cosmo a salvarli.

## Gara all'ultima... onda
In un viaggio alle Hawaii, Timmy desidera che i suoi genitori diventino i migliori surfisti, al fine di impressionare un gruppo di hawaiani. Ma essi si ritrovano in un "limbo desiderio", cioè in un luogo in cui non si può smettere di combattere, finché non si prevarrà chi sia il miglior surfista.

## Caccia ai fantasmi
I genitori di Timmy sono molto annoiati. Cosmo viene visto dai genitori di Timmy, che, credendolo un fantasma, afferrano la loro attrezzatura da acchiappa fantasmi per catturarlo. Timmy, "vedendoli così felici", desidera che Cosmo, Wanda e Poof diventino fantasmi, in modo che i suoi genitori possano rivivere i loro giorni di gloria da Ghostbusters.

## Papà torna a scuola
Il papà di Timmy partecipa a un Quizshow, ma non risponde correttamente a nessuna domanda. La mamma di Timmy decide di rimandarlo a scuola con il figlio. Il signor Turner e gli amici marinano la scuola, quindi Timmy decide di far studiare il genitore e di riportarlo al Quizshow.

## La ricetta segreta
Per la gara di dolci tra fate e Anti-fate, la nonna di Jorgen ha preparato dei pasticcini, la cui ricetta è custodita in un covo segreto. Timmy e Cosmo scoprono dove si trova il covo, vanno lì e il ragazzo memorizza la ricetta. Anti-Cosmo e Anti-Wanda cercano di rubare la ricetta dal cervello di Timmy, ma senza successo, quindi alla fine vinceranno le fate.

## Sfida di cucina
Timmy desidera che sua madre sia la migliore cuoca del mondo. La signora Turner apre un ristorante dove i due possono mangiare solo su prenotazione. La madre di Timmy viene poi selezionata in una gara per il miglior chef di sempre, ma, in quanto competizione, la magia svanisce e Timmy dovrà evitare una figuraccia nazionale.

## Vietato dare da mangiare ai Turner
I Turner vincono un viaggio premio nello spazio consegnato a loro da Doug Dimmadome. Ma una volta in orbita la famiglia intera viene catturata da Dark Laser (che si era travestito da Doug Dimmadome) in cerca di vendetta perché Timmy aveva distrutto per l'undicesima volta la sua palla della morte. Li rinchiude quindi in una lussuosa gabbia di zoo per raccogliere i fondi necessari per ricostruire la sua arma, per poi eliminare i Turner.

## La festa di Trixie
Timmy non viene invitato alla mega festa mascherata organizzata da Trixie, quando anche i suoi padrini fatati lo sono stati. Perciò si imbuca alla festa con l'identità di Rex Perfection dopo aver "preso in prestito" il congegno cambia aspetto di Mark Chang: il costume fa impazzire Trixie, ma il congegno si guasta e Timmy inizia a mutare più volte forma. Alla fine dell'episodio si scoprirà che Timmy era stato realmente invitato da Trixie, che Cosmo aveva intercettato gli inviti di Timmy al suo posto e Trixie dice a Timmy di essere rimasta impressionata dal fatto che lui sia Rex Perfection, ma di voler soltanto rimanere amici.

## Le regole di Cosmo
Jorgen Von Strangle viene colto da un attacco di singhiozzo che gli impedisce di poter far rispettare le regole e deve affidarsi al suo parente più prossimo disponibile, che si rivela essere suo cugino Cosmo. Mentre Wanda cerca una cura per Jorgen, Timmy approfitta dell'ingenuità di Cosmo per modificare le regole, annullandole tutte prima per se stesso, poi per tutti gli altri figliocci, rischiando di distruggere l'universo.

## Spegnete la luce
Timmy spaventa Poof con una storia dell'orrore: il fantabambino non riesce più a dormire, se non con una luce potentissima che toglie il sonno a Timmy. Perciò il bambino desidera 12 ore di buio assoluto, che si trasformano in un incubo dove viene perseguitato da Cosmo e Wanda che vogliono mangiarlo, da Tootie che vuole baciarlo, dal signor Crocker e da un branco di tigri dai denti a sciabola.

## Papà fuori... bordo
Durante una vacanza, Timmy e i suoi genitori "naufragano" con l'auto su un'isola deserta. Il signor Turner ha una crisi di identità e prende un colpo di sole, perciò si fa chiamare Linda e inizia a costruire una città di legno con l'intento di salvare la famiglia e compra una barca in un negozio con un proprietario di legno. Viene messo alla prova quando Cosmo attiva una bomba inesplosa persa dall'esercito, che li costringe alla fuga.

## Fattoria in scatola
Il padre di Timmy, stanco del traffico mattutino per andare al lavoro, decide di diventare contadino, anche se non riesce a far crescere niente. Grazie ai semi magici, l'orto diventa rigoglioso, ma poco dopo Cosmo, Wanda e Poof vengono trascinati nella città di Cliwerland. Toccherà a Timmy andare a cercarli e, nel frattempo, sarà lo stesso padre di Timmy a far appassire i semi, in quanto possiede un pollice nero.

## La parola a Crocker
Crocker conduce un Web show nella cantina di casa sua, il quale parla degli avvistamenti di mostri a Dimmsdale. Il padre di Timmy, che è in ascolto, vede i mostri in casa sua, che però sono solo dei desideri espressi da Timmy. Il signor Crocker capisce subito che è opera dei fantagenitori di Timmy, ma alla fine la sua testa finisce nella borsa per il bowling della madre di Timmy.

## Le Fanta elementari
Il primo giorno di scuola per Poof si rivela disastroso, siccome nella stessa classe vi è anche Foop, che cerca disperatamente di fare colpo sui compagni. Alla fine, stanco dei giochi di parole dell'insegnante e dei compagni (dicendo sempre "Foop letto al contrario" per indicare Poof), fa piombare la scuola nella disperazione, ma alla fine torna tutto normale, grazie al suono della campanella.

## Operazione Dinkleberg
Il padre di Timmy pensa ancora che il signor Dinkleberg sia malvagio. Perciò, aiutato da Timmy nel ruolo di una bambina venditrice di pasticcini e in Babbo Natale, scopre la vera identità del vicino, il quale si scopre malvagio. Alla fine, Dinkleberg rivela a Timmy che si è fatto credere malvagio per fare felice suo padre. Alla fine dell'episodio, il padre di Timmy viene ossessionato dall'altra vicina, la signora Marinelli.